# Симерия
Симери́я (рум. Simeria, венг. Piski, нем. Fischdorf) — город в Румынии в составе жудеца Хунедоара.

## История
Деревня Симерия упоминается ещё в документе 1276 года, однако долгое время это была обычная сельская местность. Долгое время принадлежала (до 1918 года) Венгерскому королевству, Трансильванскому княжеству и Австро-Венгрии. 
9 февраля 1849 года во время венгерской войны за независимость генерал Бем возле Симерии (тогда Пишки) одержал победу над австрийцами под командованием фельдмаршал-лейтенанта Пухнера.
Когда во второй половине XIX века началось активное строительство железных дорог, то в районе деревни пересеклось несколько железнодорожных линий, и возле этого транспортного узла выросло фактически новое поселение, получившее венгерское название «Пишки». После Первой мировой войны территория вошла в состав Румынии, и венгерские названия были заменены на румынские.
В 1952 году Симерия получила статус города.